# Louis Lament
Louis Lament ist eine 2005 gegründete Independent- und Funk-Rock-Gruppe aus Köln.

## Geschichte
Im Jahr 2005 suchte der ehemalige Orgelspieler Pilo Lenger als zukünftiger Schlagzeuger per Zeitungsanzeige einen Gitarristen und einen Bassisten und fand auf diesem Weg seine späteren Bandkollegen Brian Ramirez und Stefan Schoo. Auf einer Privatparty lernte er später den Labelgründer von TV Eye Records, Frank Popp kennen, und konnte ihn von den Qualitäten der Band überzeugen.
Anfang 2007 wurde eine erste Single aufgenommen (produziert von Jem), die im Mai des Jahres kurz vor einer kleinen Deutschland-Tour veröffentlicht wurde. 2008 gingen Louis Lament im Rahmen der Dog & Pony Show mit Headliner Mother Tongue auf Deutschland-Tour. Kurz darauf erschien die EP On Fire. Ihr Debütalbum Golden Fleece erschien am 24. April 2009. Im Oktober 2009 hatte die Band einen Gastauftritt neben Oliver Korittke in einem Spot für Beck’s Music Experience.

## Diskografie
- 2007 Pimp Bride With a Smoke Smile (Single, TV Eye, Rough Trade)
- 2008 On Fire (EP, TV Eye, Indigo)
- 2009 Golden Fleece (Album, TV Eye, Indigo)